# Max Egremont
John Max Henry Scawen Wyndham, 2e baron Egremont, né le 21 avril 1948 à Petworth, est un écrivain et homme politique britannique. 

## Biographie
Il est le fils de John Wyndham (1er baron Egremont) et le frère de Carlyn Chisholm (baronne Chisholm d'Owlpen).
Egremont étudie à l'université d'Oxford avant de poursuivre ses écrits. Il est élu Fellow de la Royal Society of Literature en 2001.

## Publications
- (en) Charles Mosley (ed.), Burke's Peerage & Baronetage, 107e edn, Londres, Burke's Peerage & Gentry Ltd, 2003, 1544 p. (ISBN 0-9711966-2-1), p. 1288 (EGREMONT AND LECONFIELD, B)